# Bjursås distrikt
Bjursås distrikt är ett distrikt i Falu kommun och Dalarnas län. Distriktet ligger omkring Bjursås i östra Dalarna.

## Tidigare administrativ tillhörighet
Distriktet inrättades 2016 och utgörs av Bjursås socken i Falu kommun.
Området motsvarar den omfattning Bjursås församling hade vid årsskiftet 1999/2000.

## Tätorter och småorter
I Bjursås distrikt finns två tätorter och fyra småorter.

### Tätorter
- Bjursås
- Sågmyra

### Småorter
- Andersbo och Sågsbo
- Björsberg
- Gopa
- Rog